# I'm Gonna Getcha Good!
 (novembre 2023).
Si vous disposez d'ouvrages ou d'articles de référence ou si vous connaissez des sites web de qualité traitant du thème abordé ici, merci de compléter l'article en donnant les références utiles à sa vérifiabilité et en les liant à la section « Notes et références ».
Singles de Shania Twain
I'm Holdin' on to Love (To Save my Life)
(2000) Up!
(2003)
I'm Gonna Getcha Good est le premier extrait de l'album Up! de Shania Twain.

## Succès de la chanson
La chanson est un succès international.
Aux États-Unis, dans les palmarès country, la chanson débute en 24e position et est en décembre 2002 en 7e position. Sur les palmarès Adulte contemporain, la chanson est en 27e position et est en décembre 2002 en dixième position. Dans les palmarès officiels, la chanson débute en 65e position et reste seize semaines dans les classements. Il entre en 14 décembre 2002 en 34e position.
Au Royaume-Uni, la chanson débute en 4e position. Elle reste dans les dix premières pendant quatre semaines et demeure dans les palmarès musicaux pendant quinze semaines. Au Canada, la chanson atteint la première position pendant une semaine. La chanson est dans les dix premières dans les pays suivants : Canada, Danemark, Irlande, Nouvelle-Zélande, Norvège, Portugal, Roumanie, Espagne, Suède, Suisse et Royaume-Uni.

## Charts mondiaux
| Pays                             | Meilleure Position |
| -------------------------------- | ------------------ |
| Allemagne                        | 15                 |
| Australie                        | 14                 |
| Autriche                         | 12                 |
| Belgique                         | 21                 |
| Canada                           | 1                  |
| Danemark                         | 6                  |
| Espagne                          | 8                  |
| France                           | 15                 |
| Irlande                          | 7                  |
| Italie                           | 14                 |
| Norvège                          | 4                  |
| Nouvelle-Zélande                 | 4                  |
| Pays-Bas                         | 15                 |
| Portugal                         | 7                  |
| Roumanie                         | 1                  |
| Royaume-Uni                      | 4                  |
| Suède                            | 8                  |
| Suisse                           | 10                 |
| États-Unis Billboard Hot 100     | 34                 |
| États-Unis Billboard Pop 100     | 10                 |
| États-Unis Billboard Hot Country | 7                  |